# Trofeo Laigueglia 2011
Die 48. Trofeo Laigueglia fand am 19. Februar 2011 statt. Sie war Teil der UCI Europe Tour 2011 und innerhalb dieser in die Kategorie 1.1 eingestuft. Sie fand in der Provinz Savona in Italien statt. Die Distanz des Straßenradrennens betrug 183,8 Kilometer.

## Teilnehmer und Rennverlauf
Mit Liquigas-Cannondale, dem Katusha Team, Ag2r La Mondiale, Lampre-ISD und dem BMC Racing Team standen fünf ProTeams am Start. Hinzu kamen zehn Professional Continental Teams – darunter alle italienischen Mannschaften mit dieser Lizenz – und vier Continental Teams, darunter das österreichische Team Vorarlberg, und die kleine italienische Mannschaft Ora Hotels. Nominiert wurden drei Deutsche, drei Österreicher und drei Schweizer.
Die Strecke führte das Feld vom Start im kleinen Ort Laigueglia an der Küste entlang nach Süden, bevor der Weg ins Landesinnere der Provinz Savona und dann nach Norden verlief. Nach einer Zusatzschleife schließlich folgte der Rückweg nach Süden an der Küstenlinie entlang zurück nach Laigueglia. Insgesamt wurden vier recht kurze Anstiege befahren, der Weg zum Ziel verlief allerdings flach. Wenige Kilometer vor dem Ende setzte sich eine zehnköpfige Spitzengruppe vom übrigen Feld ab und machte den Sieg unter sich aus. Im Sprint war Daniele Pietropolli von Lampre-ISD nicht zu schlagen, der wenige Wochen zuvor bereits den italienischen Saisonauftakt beim Giro della Provincia di Reggio Calabria für sich entschieden hatte.

## Resultate
|     | Fahrer              | Nation   | Team                       | Zeit         |
| --- | ------------------- | -------- | -------------------------- | ------------ |
| 1.  | Daniele Pietropolli | Italien  | UAE Team Emirates-XRG      | 4:42:20 h    |
| 2.  | Simone Ponzi        | Italien  | Cannondale                 | gleiche Zeit |
| 3.  | Ángel Vicioso       | Spanien  | Androni Giocattoli         | gleiche Zeit |
| 4.  | Fabio Taborre       | Italien  | Acqua & Sapone             | gleiche Zeit |
| 5.  | Pavel Brutt         | Russland | Team Katusha               | gleiche Zeit |
| 6.  | Fortunato Baliani   | Italien  | D’Angelo & Antenucci-Nippo | gleiche Zeit |
| 7.  | Alessandro Ballan   | Italien  | CCC Team                   | gleiche Zeit |
| 8.  | Frédéric Amorison   | Belgien  | Crelan-Euphony             | gleiche Zeit |
| 9.  | Paolo Ciavatta      | Italien  | Acqua & Sapone             | gleiche Zeit |
| 10. | Ivan Basso          | Italien  | Cannondale                 | gleiche Zeit |